# 재판정

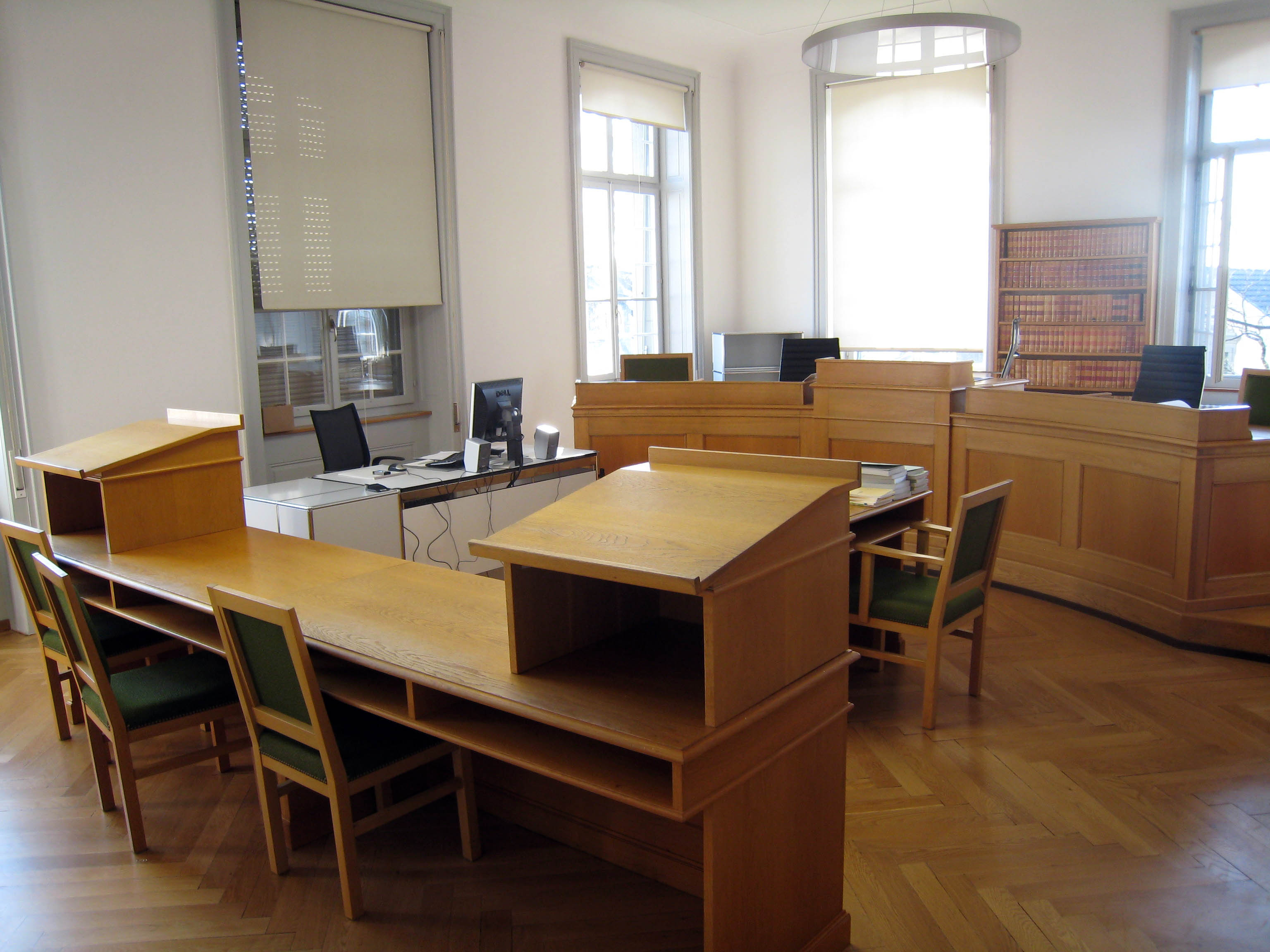
스위스 베른의 재판정

재판정(裁判廷) 또는 법정(法廷)은 재판을 하는 장소로, 법원의 판결이 이루어진다.
법원이 판사 앞에서 열리는 폐쇄된 공간이다. 최근 몇 년 동안 재판정은 참석한 모든 사람이 증언을 명확하게 듣고 전시물을 볼 수 있도록 하는 시청각 기술을 갖추고 있다.